# Microphthalma europacea
Microphthalma europacea är en tvåvingeart som beskrevs av Egger 1860. Microphthalma europacea ingår i släktet Microphthalma och familjen parasitflugor. Inga underarter finns listade i Catalogue of Life.